# Friedrich Brandis
Joachim Friedrich Christoph Brandis (* 20. Dezember 1775 in Hildesheim; † 13. September 1854) war ein deutscher lutherischer Theologe, Konsistorialrat und Generalsuperintendent der Generaldiözesen Hildesheim und Calenberg.

## Leben
Brandis war der Sohn eines Hofgerichtsassessors aus einer alten Hildesheimer Patrizierfamilie; seine Brüder waren unter anderem der Arzt und Apotheker Joachim Dietrich Brandis und der Göttinger Hochschullehrer Johann Friedrich Brandis. Er besuchte das Gymnasium Andreanum und begann 1795 mit dem Studium der Theologie an der Universität Helmstedt. 1797 wechselte er nach Göttingen, wo er auch Physik, Naturgeschichte und Literatur hörte. Auch mit Englisch, Französisch und Pädagogik beschäftigte er sich. 1798 erhielt Brandis eine Stelle als Hauslehrer im Haus des Amtmanns Collmann in Niedergandern. Ostern 1800 wurde er Lehrer an der Erziehungsanstalt des Johann Peter Hundeiker in Groß Lafferde, 1802 Konrektor in Einbeck.
1804 unterzog sich Brandis dem theologischen Examen durch die Generalsuperintendenten Schumacher (Bockenem) und Brackmann (Alfeld). Er erhielt zunächst neben seinem Schulamt eine Kollaboratorstelle an der St.-Marien-Kirche in Einbeck, wo er am 2. Advent 1805 eingeführt wurde. An der Einbecker Schule wurde er 1806 Rektor, gab die Stelle aber noch im gleichen Jahr auf, als er erster Pastor an St. Marien wurde. In Einbeck erlebte Brandis die französische Besetzung. Er organisierte unter anderem eine Speiseanstalt für Bedürftige und richtete eine Garnspinnerei ein.
1816 wurde er Pastor in Rössing und 1824 Superintendent in Zellerfeld. 1828 wurde er erster Pastor und Superintendent von Alfeld (Leine). Zugleich war er von 1829 bis 1833 Generalsuperintendent von Hildesheim und wurde damit als Geistlicher Rat in das Konsistorium in Hannover berufen. 1838 wurde Brandis Generalsuperintendent für Calenberg. Von 1849 bis 1854 war er nur noch Generalsuperintendent ohne Sitz im Konsistorium.
Er war Mitglied der Hannoveraner Freimaurerloge Zum schwarzen Bär.